# Mola de Segart
La Mola de Segart és una muntanya de 565 msnm situada a la Serra Calderona, al terme municipal de Segart al Camp de Morvedre (País Valencià). Es tracta d'una enorme mola de pedra sorrenca tallada a colps dels vents i pluges vingudes de la Mediterrània, que han fet de la seua cara est una muralla rogenca i de morfologia peculiar, molt vinculada al món senderista valencià.

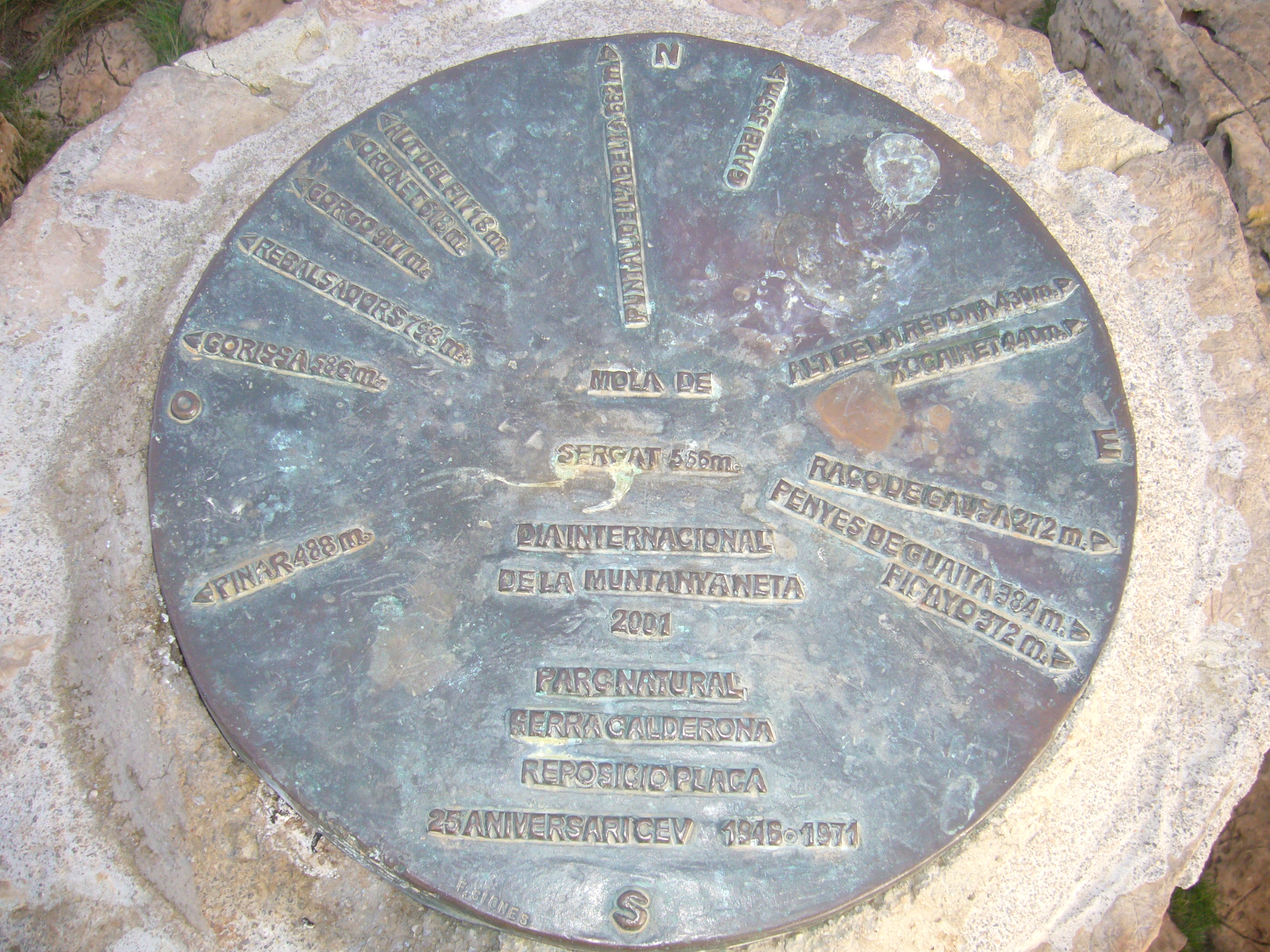
Taula d'orientació de la Mola de Segart

És un dels cims més al Sud del Parc Natural de la Serra Calderona i amb unes bones vistes de les comarques que l'envolten.
És fàcilment recognoscible pel tallat que la remata en forma de mola o tortada. Les seues vistes són bones en totes direccions, i des del cim es veuen la Serra d'Espadà i fins i tot Penyagolosa entre el Puntal de l'Abella i el Garbí. Té un vèrtex geodèsic amb una altitud de 565 m.
Els veterans del Centre Excursionista de València col·locaren el 1971 una taula d'orientació amb indicació de diversos cims que s'albiraven des d'allà. Segons Santiago Bru i Vidal, el topònim de la muntanya és ibèric. La muntanya també és coneguda com El Femerot pels pescadors. A la paret vertical té un gran tall horitzontal que en castellà alguns anomenen «las caries de la Muela», fent un símil per la coincidència en eixa llengua del nom de l'accident geogràfic amb la paraula que designa un queixal: muela.